# Světluše
Světluše je ženské křestní jméno znamenající světlá. Podobnými jmény jsou např. Světlana nebo Lucie.

## Domácí formy jména
- Světla, Světluška